# ژاک گامبلن
ژاک گامبلن (فرانسوی: Jacques Gamblin‎؛ زادهٔ ۱۶ نوامبر ۱۹۵۷) هنرپیشه اهل کشور فرانسه است. از فیلم‌هایی که وی در آن نقش داشته است می‌توان به ۲۴ روز اشاره کرد.

## زندگینامه
وی در شهر Granville, Manche زاده شد. در ابتدا قرار نبود بازیگر شود اما با ورود به یک گروه تئاتر و تماس نزدیک با این حرفه به آن علاقه‌مند شد. پس از آن در زمینه بازیگری تحصیل کرد و نخستین قدم‌هایش را در راه بازیگری برداشت.

## خانواده
ژاک گامبلن فرزندی دارد که در ۱۶ ژوئن ۱۹۹۷ زاده شد.